# Our Flag Means Death
Our Flag Means Death är en amerikansk biografisk äventyrs- och komediserie vars första säsong hade premiär den 3 mars 2022. Första säsongen består av tio avsnitt medan andra säsongen består av åtta avsnitt. Andra säsongen hade premiär den 5 oktober 2023. Serien är skapad av David Jenkins, som också skrivit seriens manus. Serien är löst baserad på piraten Stede Bonnets liv och äventyr.

## Synopsis
Serien utspelar sig år 1717 och kretsar kring Stede Bonnets äventyr som kapten på piratskeppet Revenge efter han lämnde sin familj i Barbados. Under dessa äventyr träffar han på bland annat den ökända piratkapten Svartskägg.

## Rollista i urval
- Rhys Darby - Stede Bonnet
- Taika Waititi - Svartskägg
- Ewen Bremner - Nathaniel Buttons
- Con O'Neill - Israel "Izzy" Hands
- Joel Fry - Frenchie
- Samson Kayo - Oluwande Boodhari
- Nathan Foad - Lucius Spriggs
- Vico Ortiz - Jim Jimenez
- Kristian Nairn - Wee John Feeney
- Matthew Maher - Black Pete
- Guz Khan - Ivan
- David Fane - Fang
- Rory Kinnear - Kapten Nigel Badminton
- Nat Faxon - The Swede
- Samba Schutte - Roach
- Leslie Jones - Spanish Jackie
- Fred Armisen - Geraldo
- Claudia O'Doherty - Mary Bonnet
- Boris McGiver
- Gary Farmer - Chief Mabo
- Kristen Schaal - Antoinette
- Nick Kroll - Gabriel
- Tim Heidecker - Doug
- Kristen Johnston - Evelyn Higgins
- Yvonne Zima - Fleur de Maguis
- Will Arnett - Calico Jack
- Angus Sampson
- Benton Jennings
- Selenis Leyva - "Nana"